# راجیالکشمی
راجیالکشمی چاندو که بیشتر با نام هنری سانکارابهارانام راجیالاکشمی شناخته می‌شود (زاده ۱۸ دسامبر ۱۹۶۴) یک هنرپیشه هندی است. او در دهه ۱۹۸۰ در فیلم‌های تلوگو، تامیل، کانادا و مالایالام یک بازیگر نقش اول زن بود. او به خاطر بازی در فیلم تلوگو زبان جواهرات شانکارا که در آن در پانزده سالگی در کنار چاندرا موهان نقش اصلی زن را بازی کرد، مورد توجه قرار گرفت. در حال حاضر او در برنامه‌های تلویزیونی تلوگو و تامیل با حضور مهمان در فیلم‌ها بازی می‌کند.او در فیلم‌های هزار چشم و چرخ هم بازی کرده است.
راجیالکشمی در ۱۸ دسامبر ۱۹۶۴ در تنالی، آندرا پرادش به دنیا آمد. در کودکی او در نمایش‌های کوچک با مادرش به عنوان بخشی از یک گروه بازیگری بازی می‌کرد.
او در فیلم‌های پسر وفادار، موجودات خارق‌العاده و تاریخ بازی کرده است.